# Resolutie 1744 Veiligheidsraad Verenigde Naties
Resolutie 1744 van de Veiligheidsraad van de Verenigde Naties werd op 21 februari 2007 unaniem door de VN-Veiligheidsraad aangenomen. De resolutie autoriseerde de lidstaten van de Afrikaanse Unie om hun geplande vredesmissie in Somalië te ontplooien.

## Achtergrond
In 1960 werden de voormalige kolonies Brits Somaliland en Italiaans Somaliland onafhankelijk en samengevoegd tot Somalië. In 1969 greep het leger de macht en werd Somalië een socialistisch-islamitisch land. In de jaren 1980 leidde het verzet tegen het totalitair geworden regime tot een burgeroorlog en in 1991 viel het centrale regime. Vanaf dan beheersten verschillende groeperingen elk een deel van het land en enkele delen scheurden zich ook af van Somalië. In 2006 werd het grootste deel van Somalië veroverd door de Unie van Islamitische Rechtbanken. Op het einde van dat jaar werden zij echter door troepen uit buurland Ethiopië verjaagd. In 2008 werd piraterij voor de kust een groot probleem.

## Inhoud

### Waarnemingen
De vredes- en veiligheidsraad van de Afrikaanse Unie had op 19 januari aangekondigd de vredesmissie AMISOM gedurende zes maanden te zullen inzetten in Somalië. Die missie zou dan vervolgens overgaan in een VN-operatie. Ondertussen was Ethiopië al begonnen met de terugtrekking van zijn troepen. Verder veroordeelde de Veiligheidsraad het geweld en extremisme in Somalië en betreurde hij de recente bomaanslagen in Mogadishu.

### Handelingen
De overheidsinstellingen van Somalië hadden beslist een inter-Somalisch politiek proces te starten met onder meer een verzoeningscongres met alle politieke leiders, clanleiders, religieuze leiders en vertegenwoordigers van de maatschappij. De secretaris-generaal werd gevraagd daarmee te helpen en dit proces ook te promoten.
De AU-lidstaten werden geautoriseerd om gedurende zes maanden een missie op te richten in Somalië die ook alle nodige maatregelen mocht treffen om:
a. Te zorgen voor bewegingsvrijheid van alle bij het politiek proces betrokkenen,
b. Waar nodig de overgangsinstellingen en belangrijk infrastructuur te beschermen,
c. Te helpen met het uitvoeren van het nationaal veiligheids- en stabilisatieplan,
d. Bij te dragen aan de veiligheid van de humanitaire hulp,
e. Het eigen personeel en installaties te beschermen.
Ten slotte werd, in het licht van de AU-missie, de autorisatie van de IGAD beëindigd.

## Verwante resoluties
- Resolutie 1724 Veiligheidsraad Verenigde Naties (2006)
- Resolutie 1725 Veiligheidsraad Verenigde Naties (2006)
- Resolutie 1766 Veiligheidsraad Verenigde Naties
- Resolutie 1772 Veiligheidsraad Verenigde Naties

Lijst ·  1739 ·  1740 ·  1741 ·  1742 ·  1743 ·  1744 ·  1745 ·  1746 ·  1747 ·  1748 ·  1749 ·  1750 ·  1751 ·  1752 ·  1753 ·  1754 ·  1755 ·  1756 ·  1757 ·  1758 ·  1759 ·  1760 ·  1761 ·  1762 ·  1763 ·  1764 ·  1765 ·  1766 ·  1767 ·  1768 ·  1769 ·  1770 ·  1771 ·  1772 ·  1773 ·  1774 ·  1775 ·  1776 ·  1777 ·  1778 ·  1779 ·  1780 ·  1781 ·  1782 ·  1783 ·  1784 ·  1785 ·  1786 ·  1787 ·  1788 ·  1789 ·  1790 ·  1791 ·  1792 ·  1793 ·  1794